# 拉伊耶
拉伊耶（Rayya），是印度旁遮普邦Amritsar县的一个城镇。总人口12620（2001年）。

## 人口
该地2001年总人口12620人，其中男性6644人，女性5976人；0—6岁人口1538人，其中男870人，女668人；识字率69.68%，其中男性为72.47%，女性为66.57%。